# Monument Valley

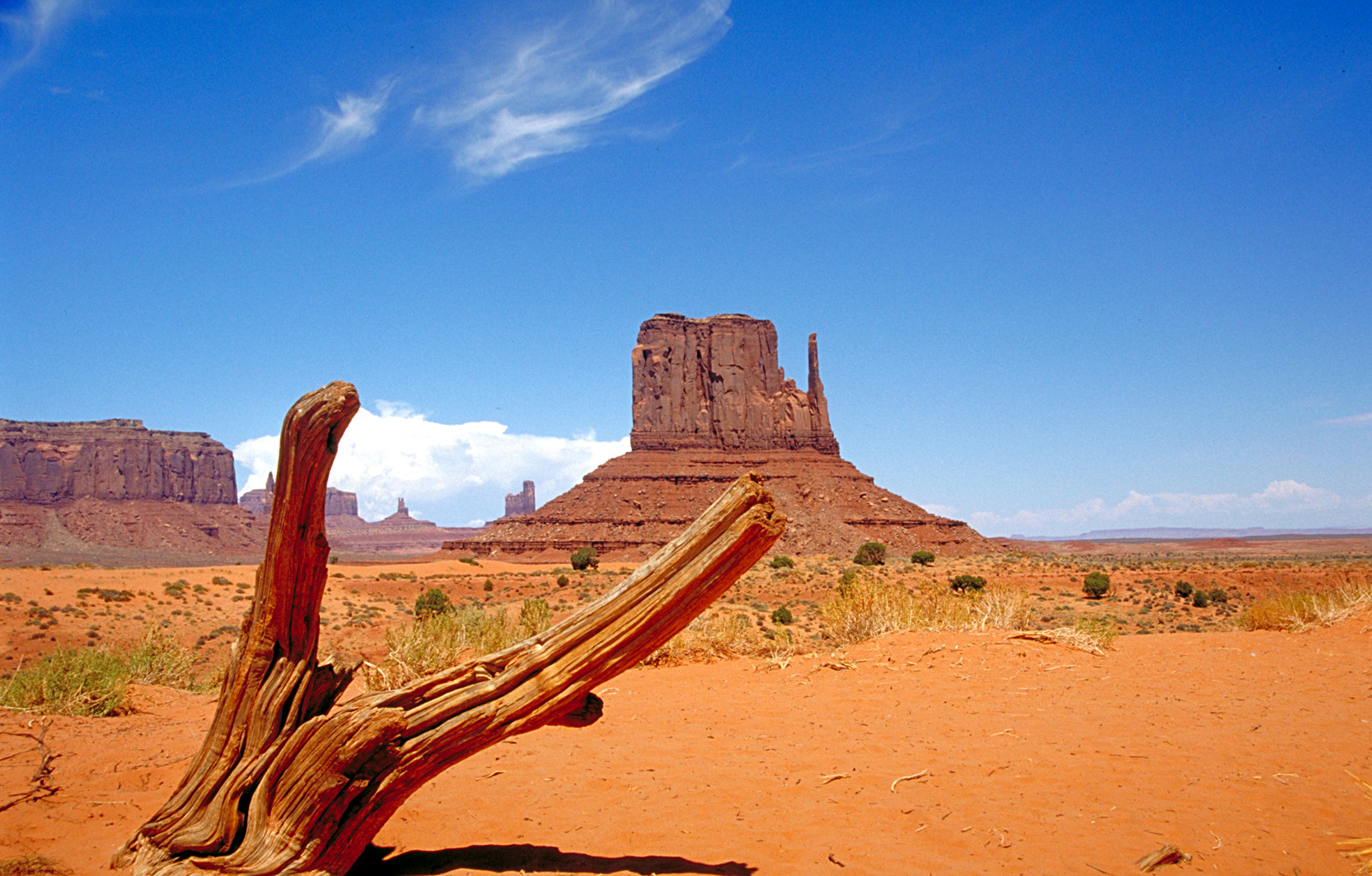
Monument Valley

Monument Valley este o vale situată la granița de sud a statului Utah cu Arizona și la vest de granița cu Colorado, SUA. Se găsește în apropiere de rezervația indienilor Navajo și localitatea Mexican Hat din Utah. Monumentul Valley n-a fost declarat parc național dar regiunea este vizitată de turiști din cauza reliefului de deșert cu formațiuni bizare de platouri stâncoase care se pot vedea de pe șoseaua care înconjoară regiunea.

## Date geografice
Regiunea se află circa la altitudinea de 900 m deasupra n.m. lângă regiunile Oljato (Arizona), Oljato (Utah). Temperaturile de la vară la iarnă pe teritoriul monumentului natural oscilează între 3 °și 30 °C, cantitatea medie de precipitații pe an fiind de  20 cm, uneori poate să ningă. La formarea reliefului regiunii au jucat un rol important vântul și diferențele de temperatură. In urmă cu mai multe milioane de ani regiunea era o depresiune fapt care a permis formarea rocilor sedimentare din vale, materialul fiind adus de ape din Rocky Mountains, sedimentele cimentate sunt formate din gresii și calcare. Ulterior prin mișcările tectonice regiunea se ridică, depresiunea devenind un platou cu înălțimea de 300 de m. In ultimii 50 de milioane de ani rocile sedimentare cu o structură și o duritate diferită, sunt supuse acțiunii de eroziune ce a dus la formațiunile stâncoase bizare din vale. Culoarea roșiatică a stâncilor se datorește conținutului rocilor în oxizi de fier.